# Сент-Луис (округ, Миссури)
Округ Сент-Луис (англ. Saint Louis County) — округ штата Миссури, США. Население округа на 2009 год составляло 992 408 человек. Административный центр округа — город Клейтон.

## История
Округ Сент-Луис основан в 1812 году.

## География
Округ занимает площадь 1315,7 км².

## Демография
Согласно оценке Бюро переписи населения США, в округе Сент-Луис в 2009 году проживало 992 408 человек. Плотность населения составляла 754,3 человека на квадратный километр.